# Mariánský sloup (Kostelec nad Orlicí)
Mariánský sloup v Kostelci nad Orlicí je barokní sakrální stavba, tzv. mariánský sloup, ve městě Kostelec nad Orlicí ve východních Čechách. 

## Historie

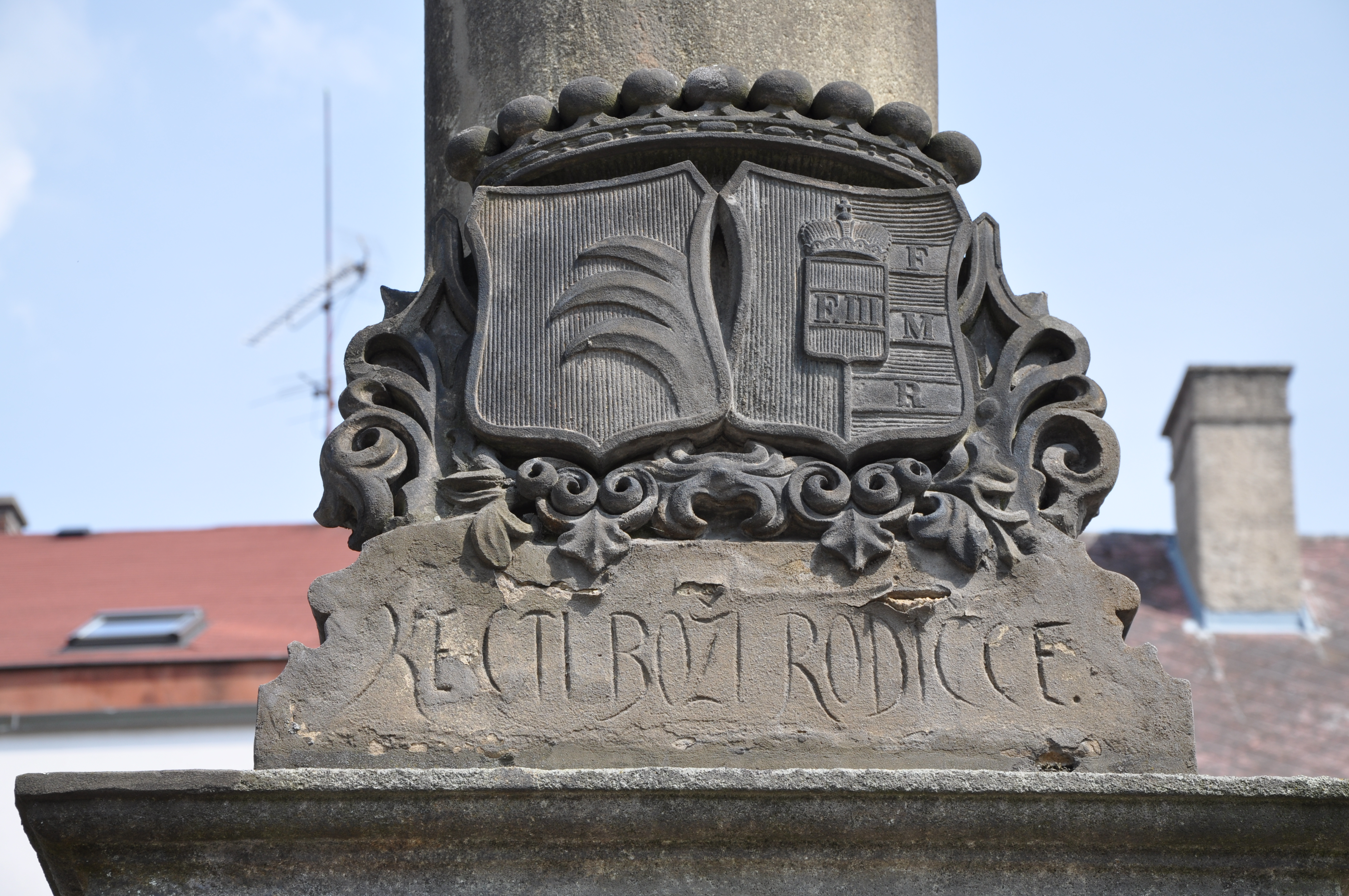
Erby rodů Kinských (vlevo) a Černínů z Chudenic za zápatí sloupu

Sloup byl vytesán kameníky Matesem Mielnickým a Janem Václavem Hayslerem a následně vztyčen na městském rynku (pozdější Palackého náměstí ) v roce 1707.
Od roku 1958 je objekt chráněnou kulturní památkou.

## Popis
Barokní mariánský sloup tvoří obdélníková základna, na které stojí sloup s postavou Matky Boží. Obklopuje jej balustráda vyvýšená o dva schody. Celý objekt je zhotoven z regionálního pískovce. Na zápatí sloupu jsou vytesány rodové znaky Kinských a Černínů z Chudenic, tehdejších majitelů zdejšího panství.